# Агава страхітлива
Агава страхітлива (Agave salmiana var. ferox, синонім: Agave ferox, K.Koch) — сукулентна рослина роду агава (Agave) підродини агавових (Agavoideae).

## Морфологічні ознаки

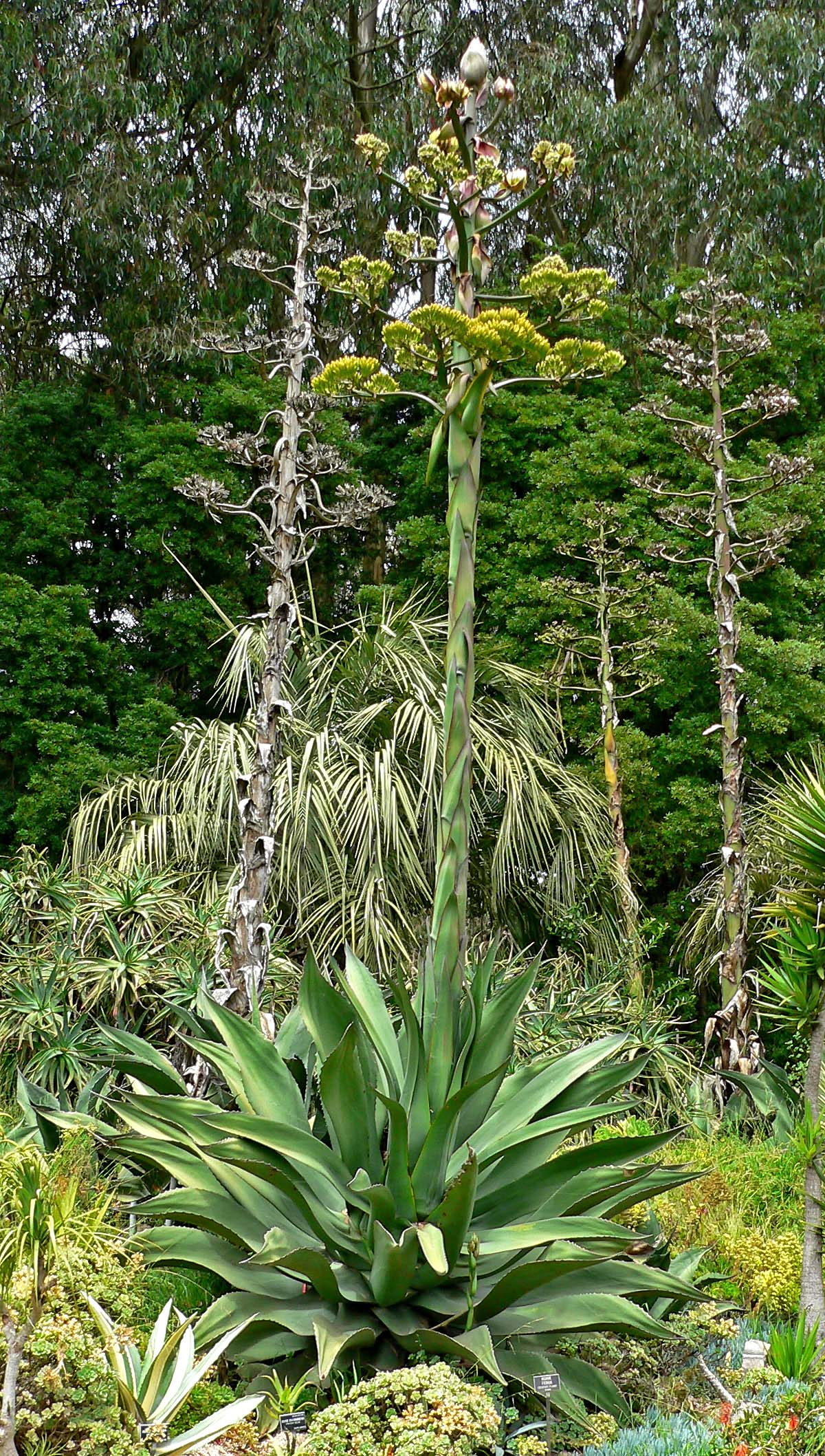
Цвітіння Agave ferox

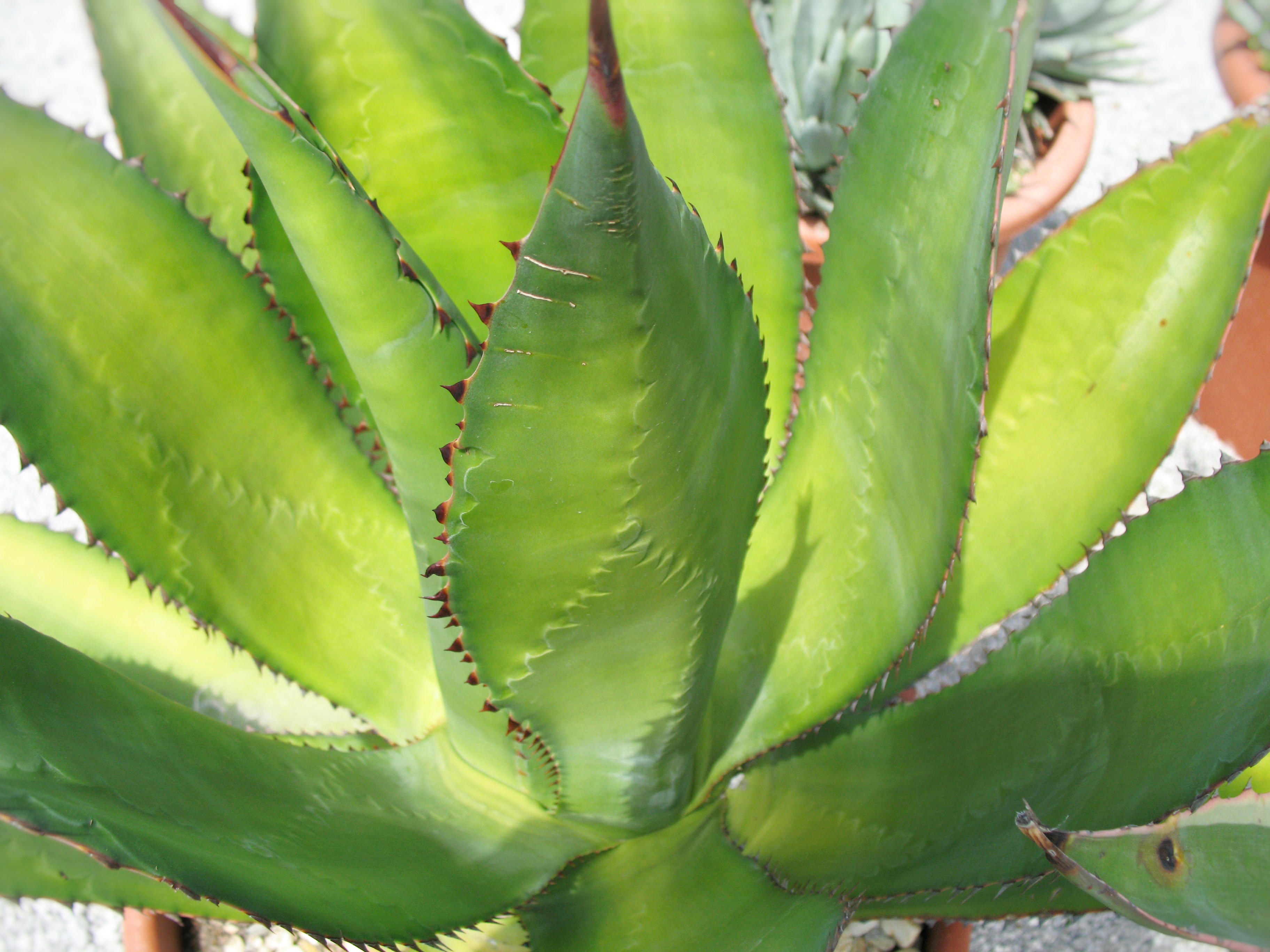
Листя Agave ferox

Кущевидна рослина з укороченим, рясно гіллястим стеблом і широкою, міцною розеткою, яка утворюється 20 — 30 великими м'ясистими листками. Листки видовжено-лопатчасті, до 1 м завдовжки, біля основи 30-35 см завширшки, у напрямку верхвки звужуються, мають по краях коричневі крючкоподібні зубчики завдовжки 1 — 2 см і шип завдовжки 9 см на кінці. Поверхня прямого і ланцетниого листя глянцева, темно-зелена. У дорослих рослин з розетки виростає величезне пряме волотисте суцвіття завдовжки до 10 м з воронковидними зеленувато-жовтими квітками завдовжки 5 — 8 см.

## Місця зростания
Ареал цього виду охоплює південні райони Мексики (штати Оахака, Пуебла), широко розповсюдився в Аризоні і південній Каліфорнії.

## Утримання в культурі
Рослини дуже декоративні у ґрунтових експозиціях.
Проста в культурі рослина, якій потрібні яскраво освітлене місце і піщаний ґрунт з гарним дренажем. У період вегетації — рясний полив, узимку — сухе утримання. Там, де це дозволяє клімат, краще вирощувати на відкритому повітрі. Протягом нетривалого часу може витримувати температуру близько 0 °C.

## Розмноження
Розмножується насінням або прикореневими пагонами у весняно-літній період.